# Nygårdssjön
Nygårdssjön är en sjö i Tranemo kommun i Västergötland och ingår i Ätrans huvudavrinningsområde. Sjön har en area på 0,406 kvadratkilometer och ligger 176,8 meter över havet. Sjön avvattnas av vattendraget Assman (Jälmån). Vid sjöns östra sida ligger kyrkbyn Nittorp och länsväg 156.

## Delavrinningsområde
Nygårdssjön ingår i det delavrinningsområde (638712-136427) som SMHI kallar för Utloppet av Nygårdssjön. Medelhöjden är 218 meter över havet och ytan är 40,95 kvadratkilometer. Räknas de 6 avrinningsområdena uppströms in blir den ackumulerade arean 172,28 kvadratkilometer. Assman (Jälmån) som avvattnar avrinningsområdet har biflödesordning 2, vilket innebär att vattnet flödar genom totalt 2 vattendrag innan det når havet efter 134 kilometer. Avrinningsområdet består  mestadels av skog (70 %) och jordbruk (16 %). Avrinningsområdet har 0,39 kvadratkilometer vattenytor vilket ger det en sjöprocent på 1 %. Bebyggelsen i området täcker en yta av 0,54 kvadratkilometer eller 1 % av avrinningsområdet.